# Clapton (Gloucestershire)
Pour les articles homonymes, voir Clapton.
Clapton est une paroisse civile et un village du Gloucestershire, en Angleterre, Royaume-Uni,. En 2019, sa population est de 110.